# Гаґалаз

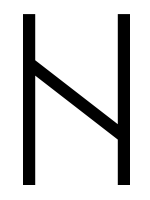
Гаґалаз

Гаґалаз (Хагалаз або англ. Hagalaz) — дев'ята руна германського Старшого (першого) Футарка. Відповідник кириличній літері Х (або латиничній H). Перша руна другої Аети, Аети Геймдаллья (бога-сторожа).
Назва руни означає «привітання».
Пряме примордиальне значення: гнів. Бушування природи, руйнуючих, нестримних сил (особливо погоди). Містичні зміни. Терпіння, випробування. Керована криза, що веде до завершення неприємностей і до внутрішньої гармонії.
Протилежне до нього примордиальне значення(гаґалаз не може бути повернено назад, проте може залишатися в опозиції): природний катаклізм, катастрофа. Застій, втрата влади (сили). Біль, втрати, страждання, хвороба, криза.

## Кодування
| Unicode UTF-16   | U+16ba                |
| назва по Unicode | RUNIC LETTER HAGLAG H |